# Assedio di Anversa (1914)
L'assedio di Anversa fu un fatto d'armi avvenuto durante la prima guerra mondiale, nel corso dell'offensiva tedesca in Belgio nelle prime fasi del conflitto, che vide impegnati da una parte l'esercito tedesco attaccante, affiancato da alcune unità austro-ungariche, e dall'altra le armate belghe supportate da una piccola forza britannica.

## Premesse
L'esercito tedesco invase il Belgio, la mattina del 4 agosto 1914, due giorni dopo la decisione del governo belga a non consentire il libero passaggio delle truppe tedesche verso la Francia.
Ma nonostante la decisione belga, i piani dell'esercito tedesco non cambiarono e così l'esercito belga si ritrovò a dover fronteggiare una potenza ben maggiore si limitò quindi a condurre una ritirata strategica combattendo fin dall'inizio dell'invasione.
Ma già dall'inizio della campagna, l'esercito belga si trovò a dover cedere il controllo delle città fortificata di Liegi, considerata inespugnabile ma caduta in mano tedesca il 16 agosto e Namur, caduta il 24 agosto.
Anche la città di Anversa era difesa da un imponente sistema fortificato, considerato anch'esso impenetrabile, che rappresentava l'ultima speranza per il Belgio, in quanto fin dal 1860 le tattiche dell'esercito belga consideravano nell'ipotesi di un'invasione tedesca, una ritirata proprio verso Anversa, città-caposaldo che avrebbe dovuto resistere ad un assedio fino a quando le potenze europee alleate del Belgio sarebbero state in grado di intervenire. Quando, nel 1914, apparve evidente che l'esercito belga non sarebbe stato in grado di resistere alla massiccia offensiva tedesca, il re Alberto I del Belgio decise di eseguire questa ritirata, nella speranza di difendere il paese. Così il 20 agosto l'esercito belga Entrò nella "ridotta nazionale di Anversa" deciso a non cedere.

## I forti di Anversa
La "Ridotta nazionale" di Anversa consisteva in un doppio anello di fortificazioni e capisaldi disposti ad alcuni chilometri l'uno dall'altro: i forti, per lo più costruzioni datate e scarse per potenza di fuoco, erano stati costruiti nel XIX secolo per la difesa dell'importante città portuale.
- Linea principale di resistenza costituita da un anello di 21 forti circa 10–15 km al di fuori della città.
- Linea secondaria di resistenza di circa una dozzina di grandi fortezze a 5 km dalla città.
- Gruppo di due forti e tre batterie costiere a difesa del fiume Schelda.
- Zone allagate

## L'attacco tedesco

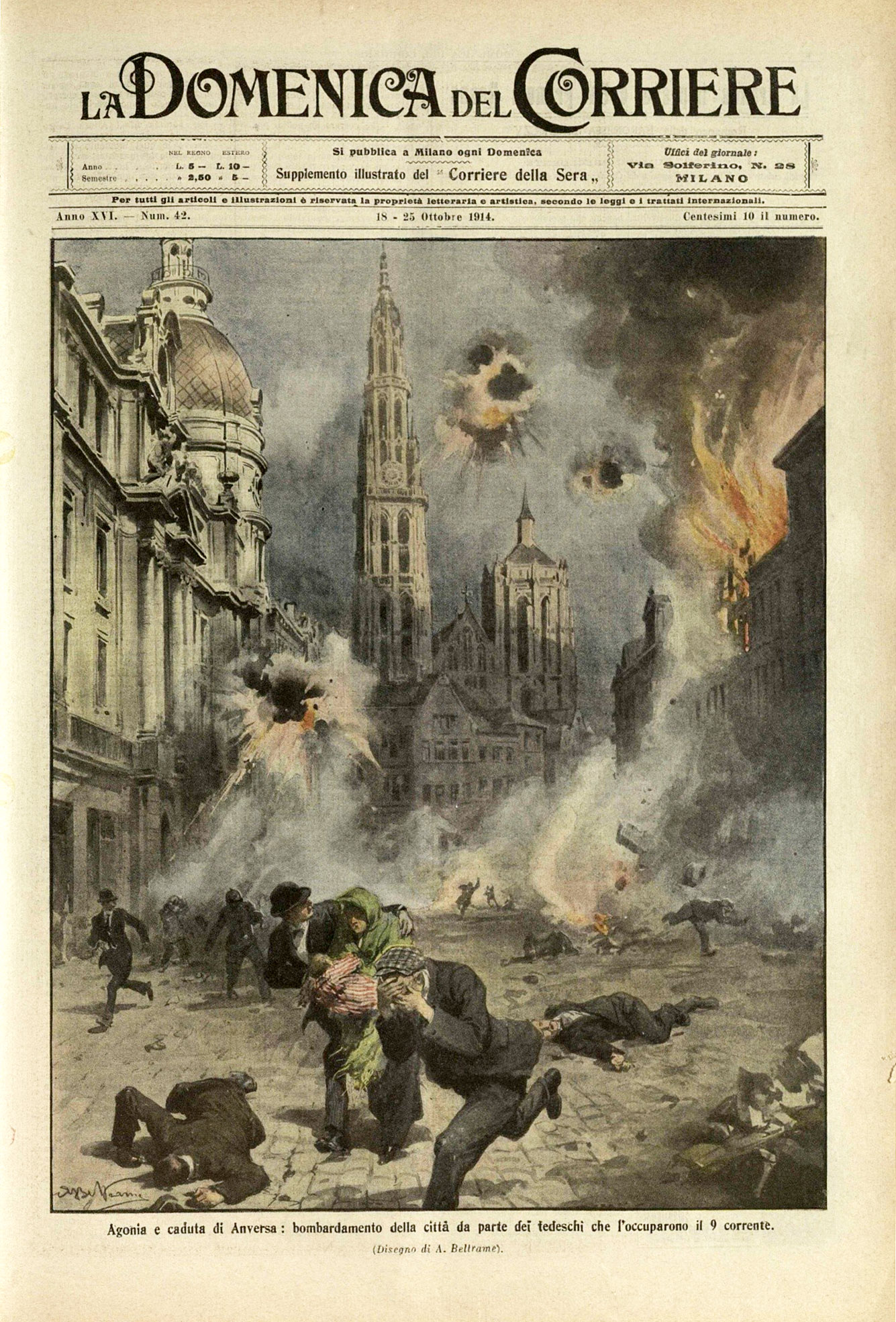
Il bombardamento di Anversa illustrato da Achille Beltrame nella Domenica del Corriere del 18 ottobre 1914

L'esercito tedesco, meglio armato e tecnologicamente più avanzato, puntava alle coste belghe ed ai porti sulla Manica per costringere il Corpo di Spedizione Britannico a ritirarsi ad ovest e minacciare la stessa Gran Bretagna. Importante era quindi per gli Alleati che la città resistesse più a lungo possibile per dar modo ai britannici di allestire linee difensive nelle Fiandre: Kitchener inviò in rinforzo alla città alcune unità di artiglieria pesante.
L'attaccò tedesco iniziò il 28 settembre, dopo un intenso sbarramento di artiglieria supportato dagli enormi obici tedeschi "Grande Berta" e i micidiali obici austriaci da 305mm. I forti dell'anello esterno caddero uno ad uno fra i giorni 1º e 4 ottobre, mentre in campo aperto era impossibile per i belgi scavare linee difensive, essendo stata allagata, per ostacolare l'avanzata, la porzione di terreno fra le linee fortificate e tra queste e la città.
Dall'inizio dell'assedio si capì che la città belga non avrebbe resistito a lungo, ma rallentare l'avanzata tedesca era lo scopo principale, per permettere agli inglesi di raggiungere la costa nord prima dei tedeschi. Per questo il governo belga chiese altri rinforzi, e i britannici mandarono tutti gli uomini che avevano a disposizione, giunsero il 4 ottobre (2000 uomini della Royal Naval Division) ed il giorno seguente (6000 uomini): in maggioranza reclute, appena all'inizio dell'addestramento.
Gli inglesi promisero di inviare un'intera divisione d 22000 soldati professionisti, e questo sollevò non poco l'animo alle esauste truppe belghe, così il 6 ottobre sbarcò ad Ostenda un'intera divisione destinata inizialmente al nord della Francia, ma la decisione francese di non impegnarsi nella battaglia, fece decidere ai britannici di trattenne le truppe dall'impiego.
Il giorno 5 i tedeschi sfondarono le difese belghe nella città di Lier, venti chilometri a sudest, e mossero in direzione di Dendermonde, dove tentarono di attraversare la Schelda. Questo movimento a tenaglia minacciò di bloccare la via di ritirata dell'esercito belga verso ovest, quando già le vie verso sud ed est erano bloccate dal grosso dell'esercito tedesco, e verso nord erano impediti dal confine olandese.
Nella tarda serata del 7 ottobre i tedeschi, che fino ad allora avevano concentrato il fuoco sui forti, rivolsero la propria artiglieria pesante contro la città, da una distanza di 8-10 chilometri; la violenza del bombardamento tedesco ammutolì l'artiglieria belga, questa non era più in grado di opporvisi. Il cannoneggiamento continuò a tutto il giorno 9.
La divisione britannica ad Ostenda, non venne mossa, perché i francesi attestati a Gand si rifiutavano di avanzare, "Poiché i francesi ci hanno abbandonati", scrisse il primo ministro inglese Herbert Henry Asquith, "e l'esercito belga è del tutto inaffidabile, [...]non ci resta altro da fare che ordinare ai nostri soldati di abbandonare le trincee stanotte".
Anversa dopo due giorni e due notti di devastazioni era in ginocchio.

### La ritirata belga e la capitolazione

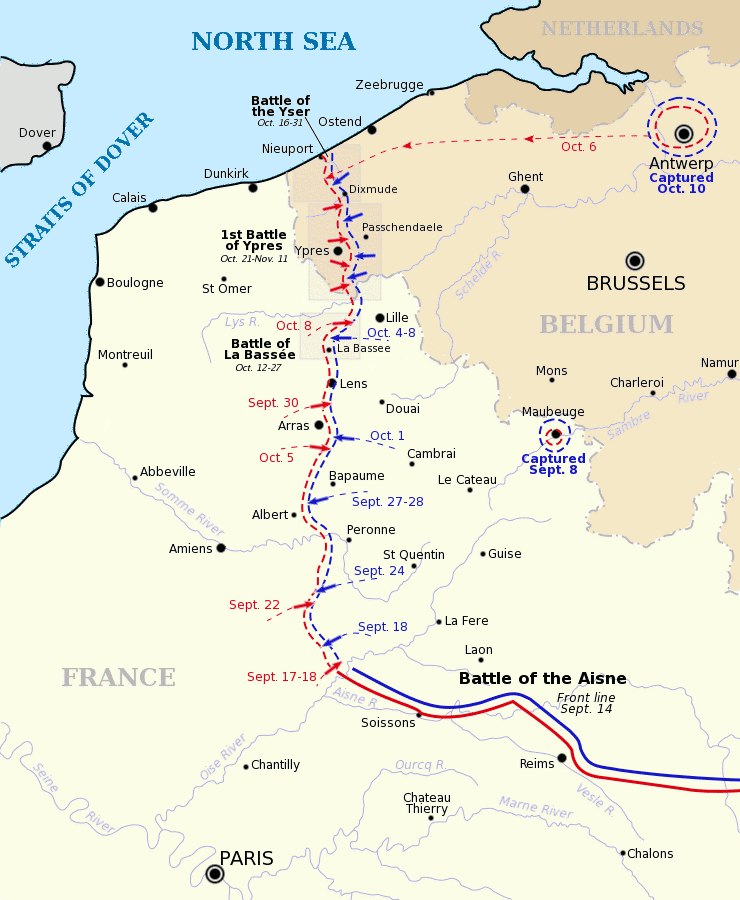
Mappa della corsa al mare, con le date e gli spostamenti dei britannici verso la Manica per fronteggiare la prossima avanzata tedesca verso il nord della Francia

L'esercito belga riuscì però a ritirarsi con successo prima di essere preso in trappola e lasciò la città a contare sulle proprie difese; ripiegò verso ovest sulla costa arrestando infine l'avanzata tedesca sulle rive del fiume Yser. Il contingente britannico lasciò le proprie posizioni nella notte fra l'8 e il 9.
La città di Anversa venne difesa dalle guarnigioni dei forti; molte di queste truppe vennero abbandonate dai propri ufficiali, numerosi soldati disertarono e distrussero le proprie armi e munizioni.
Il sindaco della città, Jan De Vos, offrì la capitolazione il 10 ottobre, da quel giorno gli occupanti tedeschi rimasero ad Anversa per tutta la durata della guerra nel novembre 1918.
Un terzo dell'esercito belga, circa 33000 soldati guidati dal generale Victor Deguise, fuggì verso i Paesi Bassi, con un seguito di circa un milione di rifugiati civili. Gli olandesi internarono i profughi quanto più possibile lontano dal confine belga, per timore di essere trascinati nel conflitto; molti di essi continuarono a vivere nei Paesi Bassi e non fecero più ritorno in patria anche a guerra finita.
La resistenza accanita di Anversa consentì al Corpo di spedizione inglese di completare lo spostamento delle posizioni a nordovest di Parigi, che aveva occupato dopo la battaglia della Marna, verso le Fiandre e i porti della Manica.